# André Flahaut
André M.J.Gh. Flahaut (ur. 18 sierpnia 1955 w Walhain) – belgijski i waloński polityk, parlamentarzysta, w latach 1999–2007 minister obrony. Od 2010 do 2014 przewodniczący Izby Reprezentantów.

## Życiorys
Ukończył studia z zakresu nauk politycznych i administracji publicznej na Université Libre de Bruxelles (ULB). W wieku 18 lat został członkiem walońskiej Partii Socjalistycznej (PS). Pracował w strukturach partyjnych, m.in. od 1979 w centrum naukowym tego ugrupowania (pełnił funkcję jego dyrektora).
Od 1989 do 1995 był zatrudniony w administracji Brabancji Walońskiej. Wchodził w skład rad miejskich w Walhain i Nivelles, a także rady prowincji, zajmował stanowisko zastępcy gubernatora. W 1991 po raz pierwszy został wybrany w skład federalnej Izby Reprezentantów, ubiegał się skutecznie o reelekcję w kolejnych wyborach (1995, 1999, 2003, 2007, 2010, 2014 i 2019). Od 1995 był ministrem służb publicznych w rządzie Jean-Luka Dehaene. Następnie (w okresie 1999–2007) sprawował urząd ministra obrony w dwóch gabinetach Guya Verhofstadta.
W 2007 powrócił do piastowania mandatu poselskiego w niższej izbie federalnego parlamentu, który odnowił także w 2010 i w 2014. Objął funkcję wiceprezesa PS, a w 2010 przewodniczącego Izby Reprezentantów, którą kierował do 2014. W 2014 dołączył do rządu wspólnoty francuskiej jako minister ds. budżetu, kończąc urzędowanie w 2019.
Uhonorowany tytułem ministra stanu (2009), odznaczony Krzyżem Komandorskim Orderu Leopolda.